# Acorypha saussurei
Acorypha saussurei är en insektsart som först beskrevs av Martínez y Fernández-castillo 1896.  Acorypha saussurei ingår i släktet Acorypha och familjen gräshoppor. Inga underarter finns listade i Catalogue of Life.